# Petrogale mareeba
Petrogale mareeba är en pungdjursart som beskrevs av Niles Eldredge och Robert L. Close 1992. Petrogale mareeba ingår i släktet klippkänguruer och familjen kängurudjur. IUCN kategoriserar arten globalt som livskraftig. Inga underarter finns listade.
Pungdjuret förekommer i sydöstra delen av Kap Yorkhalvön, Australien. Arten vistas där i klippiga områden som ligger upp till 1 000 meter över havet.